# Khüder
Khüder är ett distrikt i Mongoliet.   Det ligger i provinsen Selenga, i den nordöstra delen av landet, 210 km norr om huvudstaden Ulaanbaatar.